# Club Atlético Brigada Central
El Club Atlético Brigada Central fue un club chileno de fútbol con sede en la ciudad de Santiago. Fundado el 20 de octubre de 1920, participó en la Asociación de Football de Santiago hasta su receso en 1930.

## Historia

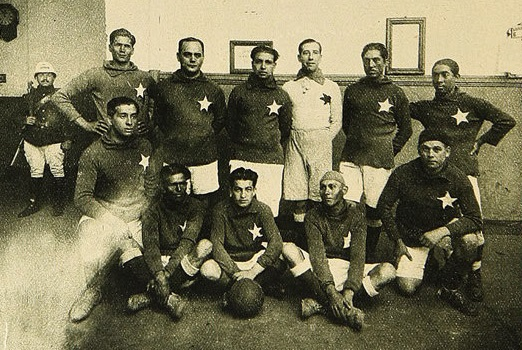
Brigada Central, campeón de la Copa República de la Asociación de Football de Santiago en 1923.

Fue fundado el 20 de octubre de 1920 como equipo representativo de la Policía Fiscal, e hizo su primera aparición en el campeonato de la Segunda División de la Asociación de Football de Santiago (AFS) en el año 1921, en el cual se tituló campeón de la Copa Chile (trofeo de la Segunda División de la AFS), mientras que en el campeonato de Primera División el campeón fue Magallanes, seguido de Gimnástico Arturo Prat, que se adjudicaron la Copa República. Al año siguiente, el equipo policial obtuvo la Copa República al consagrarse campeón de la Primera División de la AFS, en empate con Audax Italiano (que ganó la Copa Chile) y superando a Magallanes, Santiago F. C., Morning Star, Badminton, Ibérico Balompié, Gimnástico Arturo Prat y Liverpool Wanderers, entre otros cuadros.
En 1923, Brigada Central repitió en calidad de invicto la Copa República de la Asociación de Football de Santiago, en cuyo torneo participaron Magallanes, Unión Deportiva Española y Audax Italiano, ganándola nuevamente en 1925.
Posteriormente, en 1928, el club se convirtió en campeón de la Liga Central de Football, cuyo campeonato en esa temporada se caracterizó por dividirse en seis grupos, cada uno de los cuales se consagraría un campeón, correspondiéndole a Brigada Central el título de la Serie B.
En el año 1929, en el campeonato de la Primera División de la Liga Central de Football, Brigada Central cambió su nombre a «Deportivo Carabineros de Chile», luego de la fusión en 1927 de la Policía Fiscal con el Cuerpo de Carabineros que dio origen a Carabineros de Chile. En esa temporada, el club hizo una campaña positiva, con triunfos como los obtenidos sobre Green Cross por 5-0, y sobre Liverpool Wanderers por 6-0; sin embargo, cayó por 5-4 frente a Colo-Colo, equipo que a la postre sería campeón, relegando a Carabineros de Chile al segundo lugar.
El club entró en receso a inicios de 1930 luego de que Carabineros de Chile dispusiera que los funcionarios de la institución no podían participar en actividades deportivas civiles, como consecuencia de la ordenanza general sufrida por el ente, el 2 de noviembre de 1929.
No obstante, en septiembre de 1933, el Deportivo Carabineros reinició sus actividades futbolísticas, existiendo registro de un partido ante Marcos Serrano de Tomé, en el que cayó por 4-2, y un match de revancha, en el que los policiales vencieron por 3-0. En el último encuentro anotó Humberto Roa, jugador de Morning Star, a los 15 minutos del primer tiempo y a los 25 del segundo tiempo. El otro gol fue marcado por Insunza.

## Uniforme
- Uniforme titular: Camiseta azul (con una estrella blanca en el costado izquierdo del pecho), pantalón blanco, medias azules.

## Estadio
El club ejerció como local en el estadio de Carabineros, construido en 1922 e inaugurado en 1923. Ubicado en la ribera del río Mapocho, frente a Avenida Cumming, el recinto albergó diversos eventos deportivos, entre ellos, partidos de fútbol de torneos capitalinos tales como los de la Asociación de Football de Santiago, la Liga Metropolitana de Deportes y también partidos del entonces incipiente profesionalismo chileno.
En junio de 1945 se decretó el cierre del complejo deportivo, siendo demolido en 1947.

## Palmarés

### Títulos locales
- Copa Unión de la Primera División de la Asociación de Football de Santiago (2): 1921,[nota 1] 1922.[nota 2]
- Copa Chile de la Primera División de la Asociación de Football de Santiago (1): 1921.
- Copa República de la Primera División de la Asociación de Football de Santiago (3): 1922,[5] 1923,[6] 1925.
- Copa Ulises Álvarez de la Segunda División de la Asociación de Football de Santiago (1): 1923.[6]
- Sección República de la Copa Miguel Blanco de la Tercera División de la Asociación de Football de Santiago (1): 1923.[6]
- Primera División de la Liga Central de Football de Santiago (2): Serie de Honor 1927, Serie B 1928.
- Subcampeón de la Copa Ecuador de la Cuarta División de la Asociación de Football de Santiago (1): 1923.[6]
- Subcampeón de la Primera División de la Liga Central de Football de Santiago (1): 1929.